# 3. Kurentovanje (1962)
Kurentovanje 1962 je bil tretji uradni ptujski karneval, 4 marca na pustno nedeljo.
Organiziralo ga je Zgodovinsko društvo Ptuj, kurentovanje pa je prvič preseglo lokalne okvirje, povorke so se prvič udeležile skupine iz cele Slovenije, ogledalo pa si jo je do tedaj rekordnih 20.000 gledalcev.
Čeprav je bil obisk rekorden, pa pravega odmeva odmeva s tega dogodka ni bilo. Tudi karnevalske skupine so se ponovile od lani, skupin jih bilo tudi zelo malo, pa še vsi trgi niso bili ozvočeni.

## Spored

### Dopoldanski prikaz etnografskih likov
Od 10. do 12. ure je bil sprevod etnografskih narodnopisnih pustnih skupin iz okoliških krajev, prvič tudi iz drugih koncev Slovenije, skupaj okrog 250 nastopajočih. Imeli pa so veliko problemov z ozvočenjem.
- 1. Kurent (korant)
- 2. Kopjaši, ruse, piceki, vile, orači in koranti (Markovci)
- 3. Orači (Lancova vas)
- 4. Ploharji (Cirkovce)
- 5. Laufarji (Cerkno)
- 6. "Borovo gostüvanje" (Predanovci)
- 7. Pustni pogrebci (Hajdina)

### Popoldanski sprevod karnevalskih skupin
Od 13. do 15. ure je bil na sporedu še sprevod karnevalskih skupin, po isti trasi kot dopoldan. Karnevalski del je povročil pravo razočaanje in veliko negodovanja med obiskovalci, saj so glede na lansko leto precej nazadovali, tako po številu nastopajočih kot izvirnosti mask.
| - 1. Mestna godba - 2. Vrtci - 3. Osnovne šole - 4. Maske (peš) - 5. Maske (na kolesih) - 6. Maske (na konjih) - 7. Maske (na vozeh) - 8. Maske (motorizirane) | - Dornavski Indijanci - Podjetje Merkur - Podjetje Panonija - Velika Nedelja - Breški lepotci |

## Galerija slik
| Murkova ulica | Mestni trg |
| ------------- | ---------- |
| 220x          | 220x       |

| Mestni trg | Slovenski trg |
| ---------- | ------------- |
| 200x       | 200x          |

## Nagrade
Drugo leto zapored so glavno nagrado za najbolj izvirne maske v karnevalskem delu kurentovanja pobrali dornavčani. 

### A. Etnografske skupine
Etnografskim skupinam so podelili znesek v skupni vrednosti 160,000 dinarjev.

### B. Karnevalske skupine
|            | Nastopajoči           | Nagrada         |
| ---------- | --------------------- | --------------- |
| 1. nagrada | »Indijanci« (Dornava) | 20,000 dinarjev |
| 2. nagrada | N/A                   | 15,000 dinarjev |
| 3. nagrada | N/A                   | 12,000 dinarjev |
| 4. nagrada | N/A                   | 10,000 dinarjev |

### C. Posamezne skupine
|            | Nastopajoči | Nagrada        |
| ---------- | ----------- | -------------- |
| 1. nagrada | N/A         | 8,000 dinarjev |
| 2. nagrada | N/A         | 5,000 dinarjev |
| 3. nagrada | N/A         | 3,000 dinarjev |

## Trasa

### Karnevalska povorka
- Mladika (start) – Mestni park – Dravska (Ribič) – Muršičeva – Cafova – Prešernova – Slovenski trg – Murkova – Lackova – Masarykova –
 Ciril Metodov drevored – Ljutomerska (Potrčeva) – Srbski trg (Upravna enota Ptuj) – Titov trg (Mestna tržnica) – Miklošičeva – 
Trg delovnih brigad (Mestni trg) – Krempljeva – Trg svobode (Minoritski trg) – Vošnjakova – Vinarski muzej – Mladika (zaključek)